# Carlos Keosseian
Carlos Eduardo Keosseián Lagomarsino (n. Montevideo,  Uruguay, 18 de marzo de 1988) es un futbolista uruguayo, que juega como volante mixto. Actualmente milita en Liga de Portoviejo de la Serie B de Ecuador.
Es hijo del técnico más glorioso de la historia de Marathón, Manuel Keosseián.

## Trayectoria
Debutó en el 2009, en club donde jugó una temporada. Participó en 21 partidos en dos torneos. En la campaña 2011/2012 pasó a las filas del Temperley, Argentina. Disputó 30 encuentros y anotó 1 gol. Para el torneo 2012/2013, se instaló en las filas del Juventud Antoniana de la Cuarta División argentina, participando en un total de 26 partidos

## Clubes
| Club                 | País      | Año             |
| -------------------- | --------- | --------------- |
| Racing de Montevideo | Uruguay   | 2010 - 2011     |
| Temperley            | Argentina | 2011 - 2012     |
| Juventud Antoniana   | Argentina | 2012 - 2013     |
| Atenas de San Carlos | Uruguay   | 2013 - 2015     |
| Magallanes           | Chile     | 2015 - 2016     |
| Atenas de San Carlos | Uruguay   | 2016 - 2017     |
| Liga de Portoviejo   | Ecuador   | 2017 - Presente |